# Theo Goutzinakis
Theo Goutzinakis (Vancouver, 19 luglio 1978) è un chitarrista, cantante e armonicista canadese, componente della band punk Gob.
È apparso nei film Vado, vedo... vengo! - Un viaggio tutto curve e Sharp as Marbles.
Theo Goutzinakis utilizza chitarre Gibson Les Paul e Gibson ES-335.